# Georges Frischmann
Georges Louis Frischmann (ur. 5 sierpnia 1919 w Paryżu, zm. 21 maja 2006 tamże) – francuski polityk i działacz związkowy, poseł do Parlamentu Europejskiego I kadencji.

## Życiorys
Urodził się w ubogiej rodzinie mającej korzenie w Alzacji i Hawrze. Jego ojciec zmarł, gdy miał rok, w związku z czym wychowywał się w domu dziecka w Gentilly. W 1936 zakończył naukę, w latach 40. kształcił się także na kursach w szkole związków zawodowych. Podjął pracę w poczcie w Paryżu i Bordeaux. W kwietniu 1940 został zmobilizowany do udziału w II wojnie światowej, w 1941 skazany przez sąd wojskowy na wyrok więzienia w zawieszeniu za przekroczenie linii demarkacyjnej. Po zwolnieniu ze służby w 1942 powrócił do pracy na poczcie, angażując się w działalność ruchu oporu.
Od 1938 działacz Powszechnej Konfederacji Pracy, w drugiej połowie lat 40. został czołowym działaczem należącego do niej związku pracowników Postes, télégraphes et téléphones. W ramach sankcji administracyjnych był przenoszony do innych placówek, a w 1951 zwolniony z pracy. Pełnił funkcję jego sekretarza generalnego tej organizacji w latach 1950–1979, współorganizując kilka dużych strajków, był też delegowany do podgrupy pocztowców Światowej Federacji Związków Zawodowych. W latach 1951–1955 jako reprezentant strony związkowej zasiadał w Radzie Ekonomicznej i Społecznej, rządowym organie doradczym. Opublikował kilka książek dotyczących historii ruchu syndykalistycznego. W 1944 wstąpił do Francuskiej Partii Komunistycznej, został członkiem komitetu centralnego (1950–1985) i biura politycznego (1954–1976). W 1979 wybrany posłem do Parlamentu Europejskiego, przystąpił do Grupy Sojuszu Komunistycznego.

## Życie prywatne
W 1939 poślubił Jeanne Garnier, z którą miał jedną córkę.